# Неоднорідна рідина
Рідина неоднорідна (рос. жидкость неоднородная; англ. non-uniform (inhomogeneous) liquid, нім. inhomogene (heterogene) Flüssigkeit f) – рідина, яка має в цей час часу в точках простору, зайнятого нею, різні властивості: густину, в'язкість тощо. Названі властивості рідини можуть змінюватися в часі із зміною її температури, концентрації розчинених домішок тощо. 